# Return of Django
Return of Django är ett musikalbum av The Upsetters som lanserades sent 1969 på skivbolaget Upsetter, senare även utgivet på Trojan Records. Albumets titelspår hade under hösten 1969 varit en stor singelhit i Storbritannien och nått #5 på UK Singles Chart. Titeln refererar till spaghetti-western-filmen Django från 1966. Även skivans omslag hade ett western-tema, och på baksidan hade man en bild på Lee "Scratch" Perry som också producerade skivan och står som upphovsman på alla dess låtar. Skivan är förutom några talade introduktioner helt instrumental och framförallt centrerad till olika hammondorgel-slingor spelade av Winston Wright.

## Låtlista
1. "Return of Django"
2. "Touch of Fire"
3. "Cold Sweat"
4. "Drugs and Poison"
5. "Soulful I"
6. "Night Doctor"
7. "One Punch"
8. "Eight for Eight"
9. "Live Injection"
10. "Man from M15"
11. "Ten to Twelve"
12. "Medical Operation"